# Шевченко, Алексей Васильевич
Алексей Васильевич Шевченко (03.02.1922 — 15.12.1991) — командир отделения разведки взвода управления 2-го дивизиона 93-го гвардейского Керченского Краснознаменного корпусного артиллерийского полка (3-й горнострелковый корпус, 1-я гвардейская армия, 4-й Украинский фронт), гвардии сержант, участник Великой Отечественной войны, кавалер ордена Славы трёх степеней.

## Биография
Родился 3 февраля 1922 года в селе Шевченково (ныне Котелевский район, Полтавская область, Украина) в крестьянской семье. Украинец. Член КПСС с 1966 года. Образование неполное. Работал в колхозе.
На фронте в Великую Отечественную войну с ноября 1941 года. В действующей армии – с ноября 1941 года. Воевал на Юго-Западном, Южном, Закавказском, Северо-Кавказском фронтах, в Отдельной Приморской армии, на 4-м Украинском фронте в артиллерийских частях в должностях разведчика-наблюдателя и командира отделения разведки. Участвовал в оборонительных сражениях 1941 года, битве за Кавказ, освобождении Крыма, Восточно-Карпатской и Западно-Карпатской наступательных операциях.
На Северном Кавказе в районе хуторов Арнаутский и Красный (ныне Крымский район Краснодарского края) 14 и 15 сентября 1943 года разведчик-наблюдатель А. В. Шевченко на передовом наблюдательном пункте под огнём противника выявил 3 вражеские пулемётные точки и 2 миномётные батареи. Огнём дивизиона огневые точки были уничтожены, огонь миномётных батарей подавлен. В наступлении 16 сентября и в последующих боях продвигался вместе с атакующей пехотой, выявлял огневые средства и места скопления пехоты противника, своевременно и точно передавал разведданные в штаб дивизиона. В результате огнём артиллеристов по разведанным целям были уничтожены 2 станковых пулемёта, подавлен огонь 3 миномётных батарей и 2 станковых пулемётов противника. Командиром полка был представлен к награждению орденом Отечественной войны 2-й степени. Приказом командира 11-го гвардейского Краснознаменного стрелкового корпуса награждён медалью «За отвагу».
Старший разведчик-наблюдатель управления дивизиона 93-го гвардейского Керченского Краснознаменного корпусного артиллерийского полка гвардии ефрейтор Шевченко 10—11 января 1944 года при форсировании Керченского пролива и в боях на Керченском полуострове, находясь в корректировочной группе, определял координаты целей в расположении противника и передавал на артиллерийские батареи. Цели были уничтожены. 13 февраля 1944 года награждён орденом Славы 3 степени.
После освобождения Крыма 98-й гвардейский корпусной артиллерийский полк был переименован в 93-й, передислоцирован в район города Стрый (ныне Львовская область, Украина) и вошёл в состав 3-го горнострелкового корпуса 1-й гвардейской армии 4-го Украинского фронта. А. В. Шевченко был назначен командиром отделения разведки. В ходе наступательных боёв в Карпатах в условиях горно-лесистой местности в октябре-ноябре 1944 года организовал чёткую работу отделения. Продвигаясь вместе с наступающей пехотой, разведчики выявляли цели, сообщали их координаты командованию дивизиона и корректировали огонь артиллеристов. По разведданным отделения было уничтожено и подавлено 5 артиллерийских батарей, миномётная батарея, 2 наблюдательных пункта, 10 огневых точек, до роты пехоты противника. Вместе со стрелковыми подразделениями разведчики-артиллеристы принимали участие в отражении 5 контратак пехоты противника огнём своего стрелкового оружия.
Приказом командующего 1-й гвардейской армией от 10 января 1945 года гвардии ефрейтор Шевченко Алексей Васильевич награждён орденом Славы 2-й степени.
В ходе Западно-Карпатской операции отделение гвардии сержанта А. В. Шевченко также выполняло боевые задания по разведке противника и корректировке огня артиллерии. 15 и 16 апреля в районе города Водзислав-Слёнски (ныне Силезское воеводство, Польша) А. В. Шевченко обнаружил огневые точки противника и корректировал огонь на их поражение. 17 апреля при прорыве обороны врага около города Моравска-Острава (ныне Острава, Чехия), находясь на передовом наблюдательном пункте, выявил две огневые точки и наблюдательный пункт противника. Был ранен, но остался в строю.
Указом Президиума Верховного Совета СССР от 15 мая 1946 года за образцовое выполнение боевых заданий командования в боях с немецко-фашистскими захватчиками на завершающем этапе Великой Отечественной войны Шевченко Алексей Васильевич награждён орденом Славы 1-й степени.
С августа 1945 года старшина А. В. Шевченко – в запасе. Вернулся на родину. Работал бригадиром в колхозе. В 1952 году окончил зооветеринарный техникум. Работал главным зоотехником колхоза «Заповит Иллича» Котелевского района Полтавской области.
Делегат 3-го Всесоюзного съезда колхозников (1969).
Участник парада в Москве на Красной площади 9 мая 1985 года в ознаменование 40-летия Победы.
С 1982 года – на пенсии.
Умер 15 декабря 1991 года. Похоронен в родном селе Шевченково.

## Награды
- Орден Октябрьской Революции (1967)
- Орден Отечественной войны I степени (11.03.1985)[4]
- Полный кавалер ордена Славы:
  - орден Славы I степени (15.05.1946)[5];
  - орден Славы II степени (10.01.1945)[6];
  - орден Славы III степени (13.02.1944)[7];
- медали, в том числе:
  - «За отвагу» (14.07.1944)[8]
  - «За оборону Кавказа» (1.05.1944)
  - «В ознаменование 100-летия со дня рождения Владимира Ильича Ленина» (6 апреля 1970)
  - «За победу над Германией в Великой Отечественной войне 1941—1945 гг.» (9 мая 1945[9])
  - «20 лет Победы в Великой Отечественной войне 1941—1945 гг.» (7 мая 1965[10])
  - «30 лет Победы в Великой Отечественной войне 1941—1945 гг.»[11]
  - 40 лет Победы в Великой Отечественной войне 1941—1945 гг.[12]
  - «30 лет Советской Армии и Флота»[13]
  - «40 лет Вооружённых Сил СССР»[14]
  - «50 лет Вооружённых Сил СССР» (26 декабря 1967[15])
- Знак «25 лет победы в Великой Отечественной войне» (1970)

## Память
- На могиле установлен надгробный памятник
- Его имя увековечено в Главном Храме Вооружённых сил России, и навсегда запечатлено на мемориале «Дорога памяти»